# میل می-۴
میل می-۴ (نام گزارشی USAF /DoD «تایپ ۳۶» و نام گزارش ناتو "Hound") یک بالگرد ترابری ساخت شوروی است که در نقش‌های نظامی و غیرنظامی خدمت می‌کرد.

## مشخصات فنی (می-۴ای)
داده‌ها از www.globalsecurity.org/military/world/russia/mi-4-specs.htm
ویژگی‌های عمومی
- خدمه: ۱ یا ۲
- ظرفیت: ۱۶ نیرو یا ۱٬۶۰۰ کیلوگرم (۳٬۵۲۷ پوند) محموله
- طول: ۱۶٫۸ متر (۵۵ فوت ۱ اینچ)
- ارتفاع: ۴٫۴ متر (۱۴ فوت ۵ اینچ)
- وزن خالی: ۵٬۱۰۰ کیلوگرم (۱۱٬۲۴۴ پوند)
- وزن ناخالص: ۷٬۱۵۰ کیلوگرم (۱۵٬۷۶۳ پوند)
- بیشترین وزن برخاست: ۷٬۵۵۰ کیلوگرم (۱۶٬۶۴۵ پوند)
- پیشرانه: ۱ عدد موتور پیستونی شعاعی ۱۴ سیلندر هوا خنک Shvetsov ASh-82V، ۱٬۲۵۰ کیلووات (۱٬۶۸۰ اسب بخار)
- قطر روتور اصلی:  ۲۱ متر (۶۸ فوت ۱۱ اینچ)
- مساحت روتور اصلی: ۳۴۶٫۴ متر مربع (۳٬۷۲۹ فوت مربع)

عملکرد
- حداکثر سرعت: ۱۸۵ کیلومتر بر ساعت (۱۱۵ مایل بر ساعت، ۱۰۰ گره)
- بُرد: ۵۰۰ کیلومتر (۳۱۰ مایل، ۲۷۰ مایل دریایی)
- حداکثر ارتفاع: ۵٬۵۰۰ متر (۱۸٬۰۰۰ فوت)
- بارگیری دیسک: ۴۱ کیلوگرم بر متر مربع (۸٫۴ پوند بر فوت مربع)
- توان به وزن|توان/جرم: ۰٫۲۱ kilowatts per kilogram (۰٫۱۳ horsepower per pound)

## همچنین ببینید
- سیکورسکی اچ-۱۹ چیکساو
- سیکورسکی اچ-۳۴

## یادداشت
1. ↑  Efrat, Moshe (1983). "The Economics of Soviet Arms Transfers to the Third World. A Case Study: Egypt". Soviet Studies. 35 (4): 437–456. doi:10.1080/09668138308411496. ISSN 0038-5859. JSTOR 151253.
2. ↑  "Designations of Soviet and Russian Military Aircraft and Missiles". Designation-systems.net. 2008-01-18. Retrieved 2012-10-28.
3. ↑  "Designations of Soviet and Russian Military Aircraft and Missiles". Designation-systems.net. 2008-01-18. Retrieved 2012-10-28.